# Y Delphini
Y Delphini är en pulserande variabel av Mira Ceti-typ i stjärnbilden Delfinen. 
Stjärnan varierar mellan magnitud +8,8 och 18,0 med en period av drygt 468 dygn.